# 拉维毕特
拉维毕特（Lavabit）美国电子邮件公司，成立于2004年。拉维毕特有35万个用户，其中包括泄露棱镜计划的爱德华·斯诺登。2013年8月，拉维毕特宣布关闭。电邮服务商看起来是因为受到政府方面的压力中断服务的。
拉维毕特所有者和经营商拉达尔·利维森（Ladar Levison）说不能透露关闭原因，否则有违美国法律。利维森表示已经两度就披露这方面的信息提出了“适当的请求”。该消息说，公司方面已经开始准备应付法律纠纷，并且警告大家“不要相信他们将私人信息存储在位于美国的公司会是安全的”。拉瓦毕特在关闭服务前曾对其用户承诺，通过其服务器发出的邮件均经过加密，只有提供用户密码才能阅读这些电邮。